# Малоисимово
Малоисимово (баш. Кесе Исем) — деревня в Кугарчинском районе Республики Башкортостан Российской Федерации. Входит в состав Исимовского сельсовета. 

## География

### Географическое положение
Расстояние до:
- районного центра (Мраково): 22 км,
- центра сельсовета (Исимово): 3 км,
- ближайшей ж/д станции (Мелеуз): 87 км.

## Население
| 2002 | 2009 | 2010 |
| ---- | ---- | ---- |
| 24   | ↗33  | ↘30  |

Национальный состав
Согласно переписи 2002 года, преобладающая национальность — русские (75 %).